# Blang Majron
Blang Majron is een bestuurslaag in het regentschap Aceh Utara van de provincie Atjeh, Indonesië. Blang Majron telt 463 inwoners (volkstelling 2010).